# Chvostnatky
Chvostnatky (Archaeognatha, syn. Microcoryphia) jsou bazální bezkřídlá skupina hmyzu v úzkém slova smyslu. Na rozdíl od ostatního hmyzu mají kusadla připojená k hlavě jen jedním kloubem (odtud Archaeognatha) a na břišních destičkách zadečkových článků drobné výčnělky, homologické s obdobnými výčnělky na kyčlích prvních dvou párů nohou. Dále mají na zadečku po stranách dva štěty a uprostřed jeden paštět, který je zpravidla o něco delší (dobrý určovací znak - srv. Šupinušky).

## Morfologie
Tělo je kapkovitého tvaru, pokryté drobnými šupinkami. Oči velké a na temeni se stýkají (dobrý určovací znak). Jednoduchá očka jsou zachována.

## Rozmnožování
Samičky mají kladélko, samci phallus. Oplození je vnější: sameček vyloučí několik kapek spermatu, společně s vodícím vláknem, ke kterému pak dostrká samici, a ta si je sama odebere. Často se vyskytují složité námluvy, při kterých oba partneři pobíhají okolo sebe a dotýkají se tykadly. Snůšku umísťuje samice do dutin v půdě. Vývoj je dlouhý, larva se podobá dospělci a svlékání se vyskytuje i po dosažení dospělosti.

## Ekologie
Chvostnatky jsou noční zvířata, přes den se skrývají pod kameny nebo v opadu. Živí se detritem, řasami nebo lišejníky.